# Fortuna (iate)

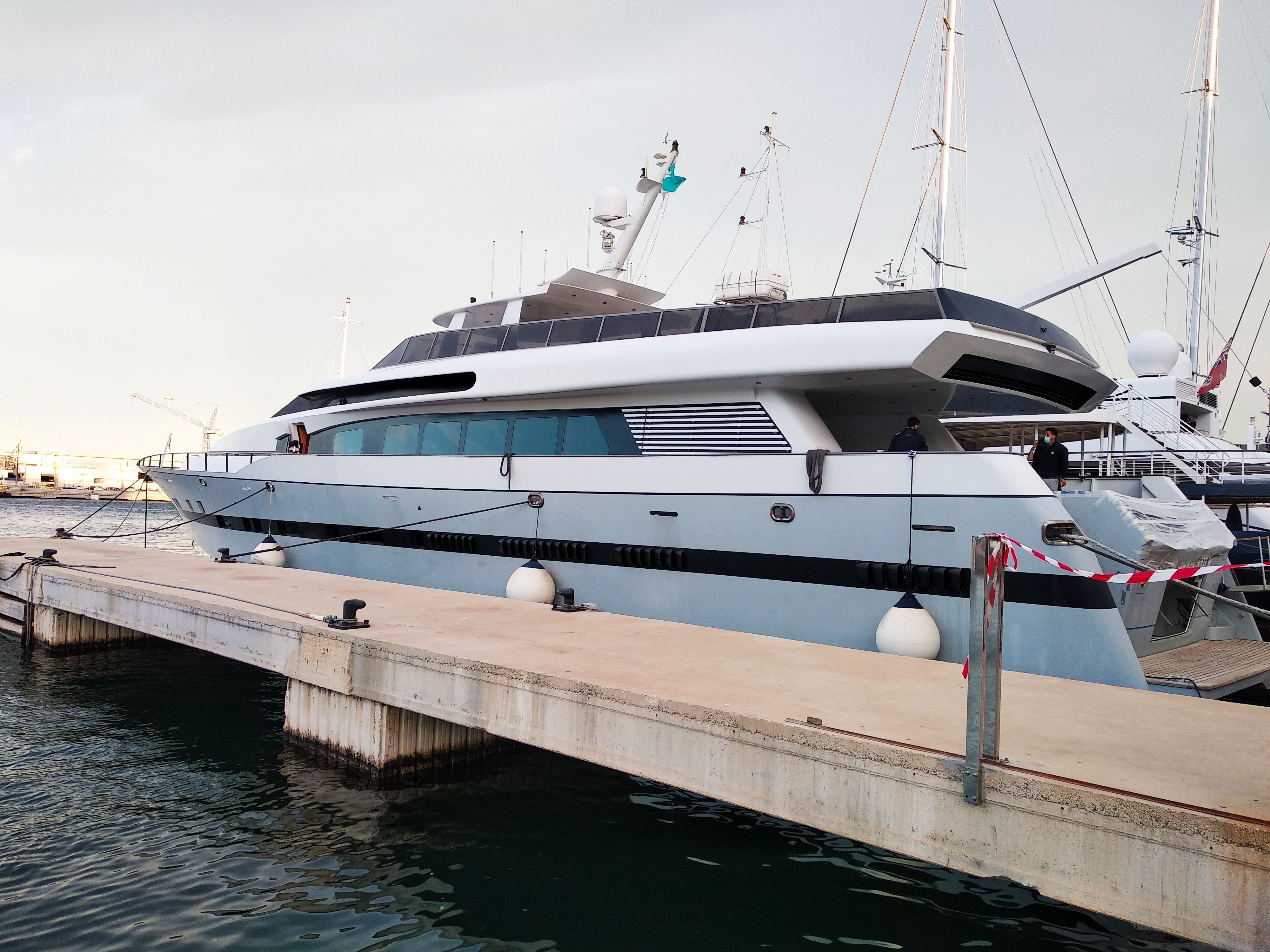
Iate Fortuna

Fortuna é o iate da Família Real Espanhola, propriedade do Patrimônio Nacional. O iate atual é do ano 2000, quando substituiu o anterior de igual nome. É a terceira embarcação que repete o nome da embarcação da classe do Dragão com que João Carlos I participou nos Jogos Olímpicos de 1972, e que se encontra no museu Olímpico de Barcelona.

## O iate
O Fortuna foi oferecido ao Rei por 25 empresários das Ilhas Baleares para o seu uso e desfruto, que o Rei posteriormente deu ao Património Nacional. Construíram-se os estaleiros navais de Izar em San Fernando (Cádiz). Está feito totalmente em alumínio, e conta com cinco camarotes duplos, mais os destinados à tripulação.